# Crystallize 〜君という光〜
『Crystallize 〜君という光〜』（クリスタライズ きみというひかり）は、GARNET CROWの3枚目のアルバム。2003年11月12日に発売された。

## 解説
サブタイトルになったヒット曲「君という光」を収録した3rdアルバム。オリコン初登場5位を記録する。
「夢みたあとで」のリミックスが収録されている。
14thシングル「君という光」で未収録となった「Float world」が収録曲として発表されていたが未収録となった。
「Float world」は、15thシングル「僕らだけの未来」のB面に収録されている。

## 収録曲
| 全作詞: AZUKI七、全作曲: 中村由利、全編曲: 古井弘人（特記以外）。 | |         |            |      |
| #                                                                 | タイトル | 作詞    | 作曲・編曲 | 時間 |
| 1.                                                                | 「今日の君と明日を待つ」                                                                                    | AZUKI七 | 中村由利   | 5:09 |
| 2.                                                                | 「君という光」                                                                                              | AZUKI七 | 中村由利   | 5:11 |
| 3.                                                                | 「スパイラル」                                                                                              | AZUKI七 | 中村由利   | 4:08 |
| 4.                                                                | 「泣けない夜も 泣かない朝も」                                                                               | AZUKI七 | 中村由利   | 4:11 |
| 5.                                                                | 「クリスタル・ゲージ」                                                                                      | AZUKI七 | 中村由利   | 3:25 |
| 6.                                                                | 「Marionette Fantasia」                                                                                     | AZUKI七 | 中村由利   | 4:53 |
| 7.                                                                | 「永遠を駆け抜ける一瞬の僕ら」(編曲: Miguel Sá Pessoa、古井弘人)                                            | AZUKI七 | 中村由利   | 4:15 |
| 8.                                                                | 「Endless Desire」                                                                                          | AZUKI七 | 中村由利   | 4:40 |
| 9.                                                                | 「逃れの町」                                                                                                | AZUKI七 | 中村由利   | 3:10 |
| 10.                                                               | 「Only Stay」                                                                                               | AZUKI七 | 中村由利   | 4:36 |
| 11.                                                               | 「恋することしか出来ないみたいに」                                                                          | AZUKI七 | 中村由利   | 4:36 |
| 12.                                                               | 「夢みたあとで -lightin' grooves True meaning of love mix-」(編曲: 池田大介 / リミックス：lightin' grooves) | AZUKI七 | 中村由利   | 4:55 |
| 合計時間:                                                         | 合計時間:                                                                                                   | 53:09   |            |      |

## 楽曲について
1. 今日の君と明日を待つ
2. 君という光
14thシングル。
3. スパイラル
11thシングル。
4. 泣けない夜も 泣かない朝も
13thシングル。
5. クリスタル・ゲージ
12thシングル。
6. Marionette Fantasia
大人のグリム童話をモチーフにしている。
7. 永遠を駆け抜ける一瞬の僕ら
TBS系『サンデージャポン』エンディングテーマ。
8. Endless Desire
往年の映画女優や映画作品をモチーフにしている。
9. 逃れの町
聖書をモチーフにしている。
10. Only Stay
11. 恋することしか出来ないみたいに
12. 夢みたあとで -lightin' grooves True meaning of love mix-
10thシングルのリミックスバージョン。